# Akademos
Akademos of Academus (Oudgrieks: Ἄκάδημος, Ákadēmos) was een Atheense heros en eigenaar van de naar hem genoemde Akademeia.
Hij zou aan de Dioscuren hebben verraden dat hun door Theseus geschaakte zus Helena in Aphidnae werd gevangen gehouden. Hij werd daarom door de Dioscuren in hoge eer gehouden en de Lacedaemoniërs spaarden later bij hun invallen in Attica steeds zijn vroeger eigendom.

## Referentie
- art. Academus, in F. Lübker - trad. ed. J.D. Van Hoëvell, Classisch Woordenboek van Kunsten en Wetenschappen, Rotterdam, 1857, p. 3.